# Lachapelle (Meurthe-et-Moselle)
Pour les articles homonymes, voir Lachapelle.
Lachapelle est une commune française située dans le département de Meurthe-et-Moselle en région Grand Est.

## Géographie
Le territoire de la commune est limitrophe de 5 communes, dont Sainte-Barbe qui se trouve dans le département voisin des Vosges.
| Baccarat | Bertrichamps          |                       |
| Deneuvre | Lachapelle            | Thiaville-sur-Meurthe |
|          | Sainte-Barbe (Vosges) |                       |

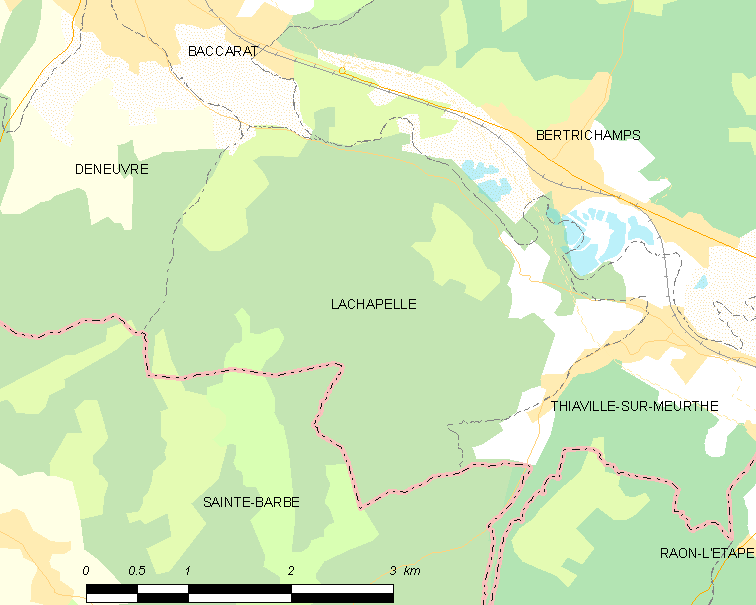
Carte de la commune.
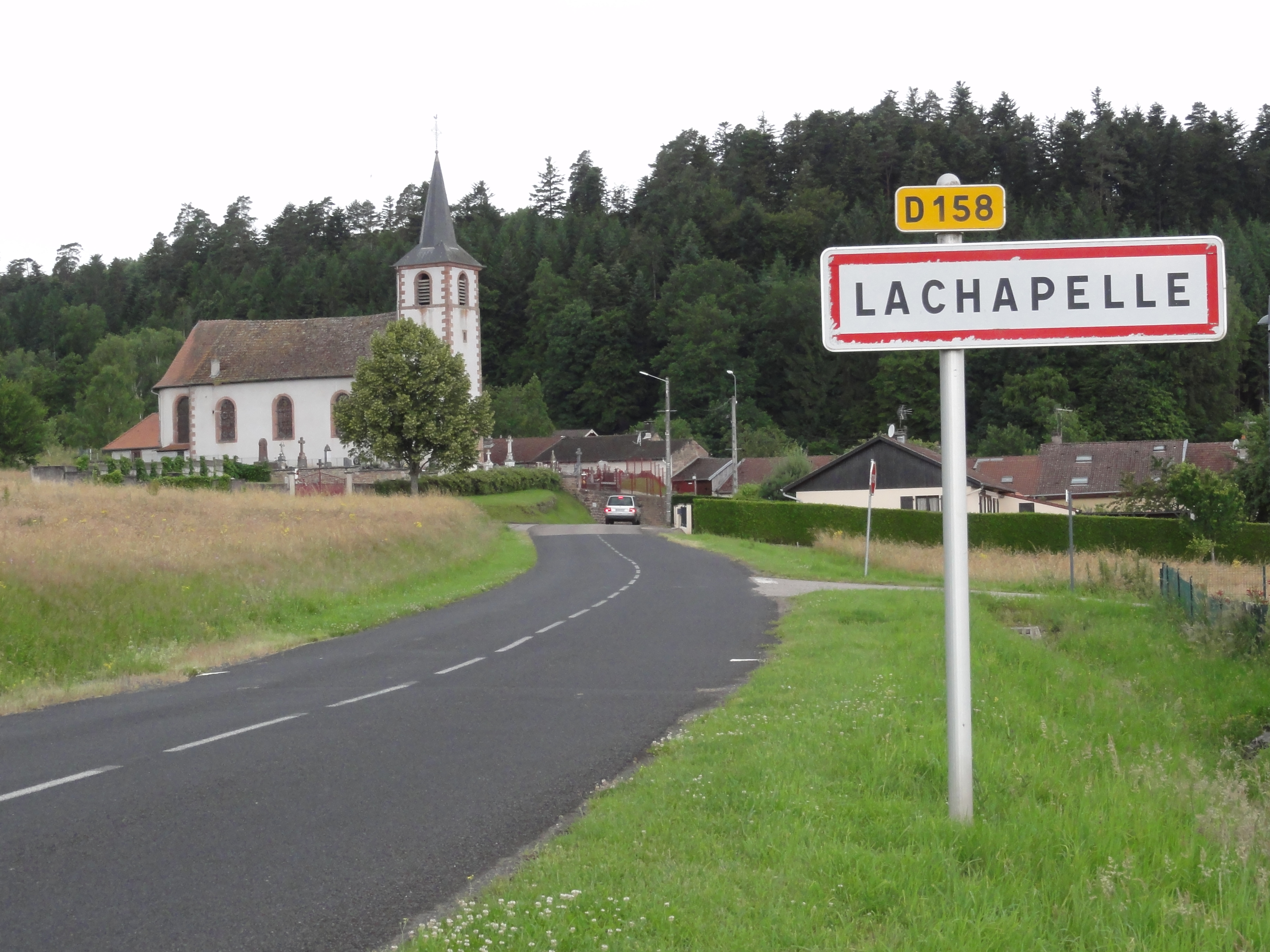
Entrée de Lachapelle.
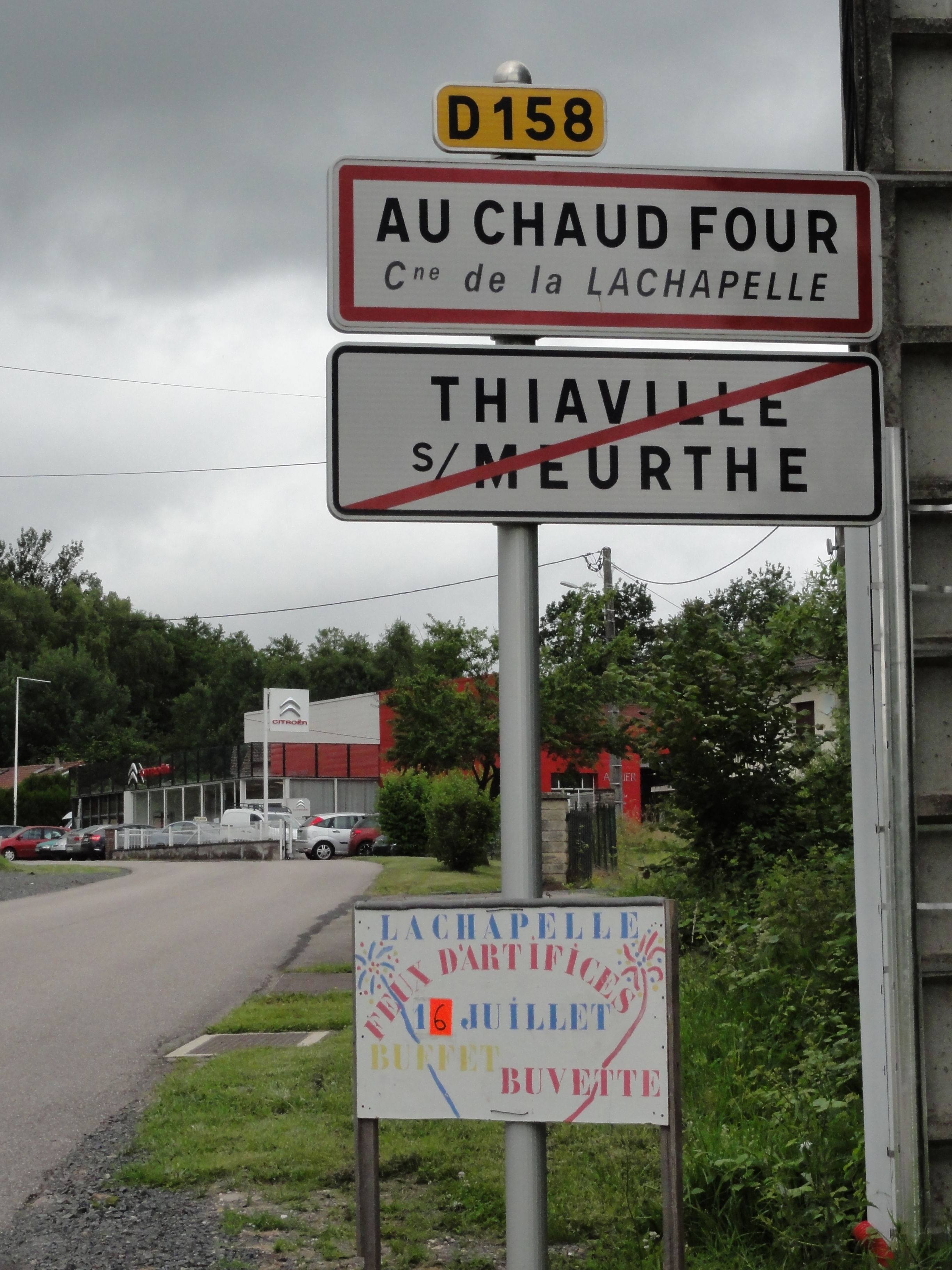
Entrée d'Au Chaud Four.
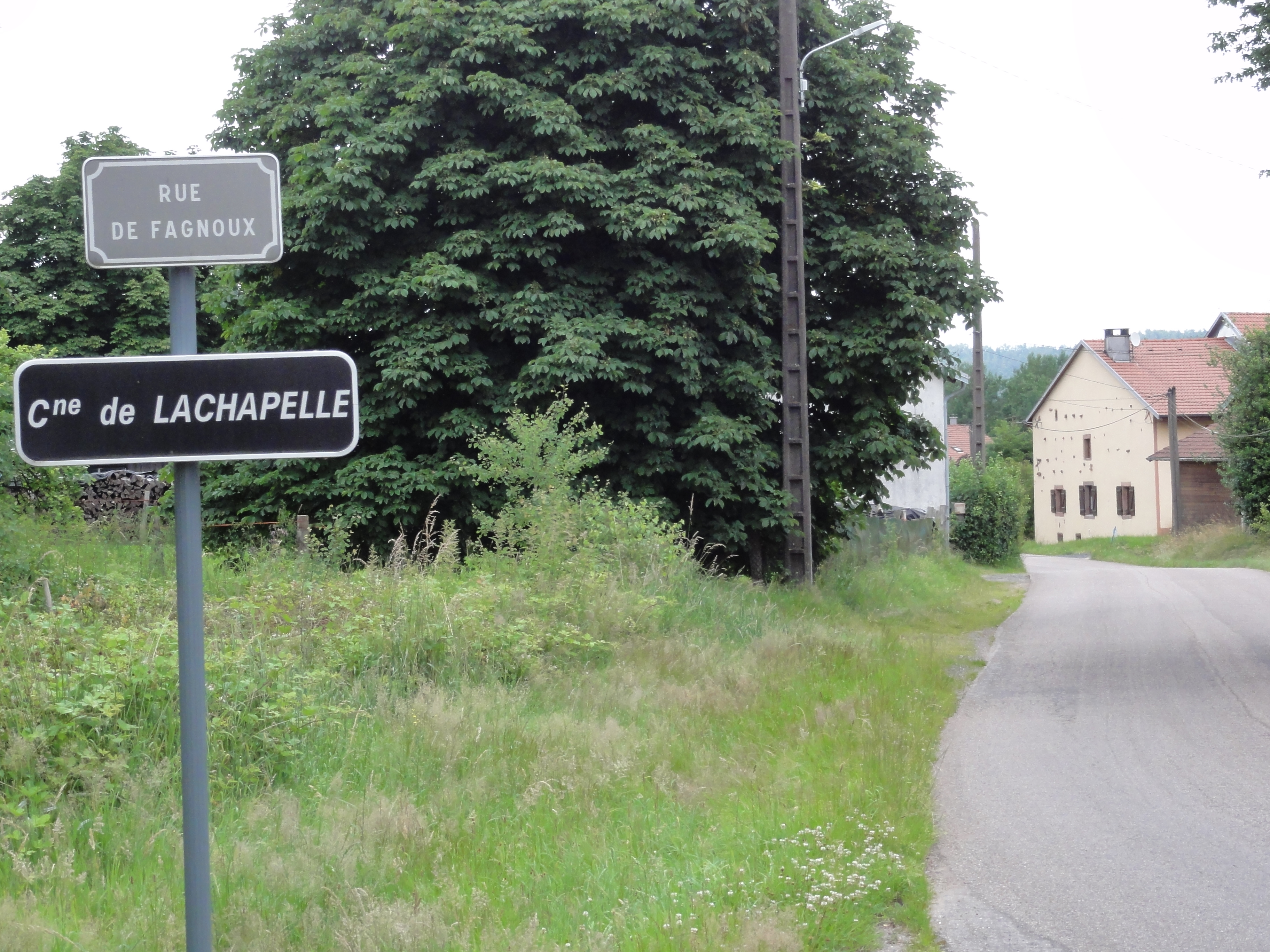
Entrée de rue de Fagnoux, commune de Lachapelle.

### Hydrographie
La commune est dans le bassin versant du Rhin au sein du bassin Rhin-Meuse. Elle est drainée par la Meurthe, le ruisseau de la Chapelle, le ruisseau de Moncelle, le ruisseau de St-Pierre, le ruisseau de Viombois et le ruisseau du Pre au Bois,.
La Meurthe, d'une longueur de 161 km, prend sa source dans la commune du Valtin et se jette  dans la Moselle à Pompey, après avoir traversé 53 communes. Les caractéristiques hydrologiques de la Meurthe sont données par la station hydrologique située sur la commune de Baccarat. Le débit moyen mensuel est de 16,7 m3/s. Le débit moyen journalier maximum est de 344 m3/s, atteint lors de la crue du 10 avril 1983. Le débit instantané maximal est quant à lui de 393 m3/s, atteint le même jour.

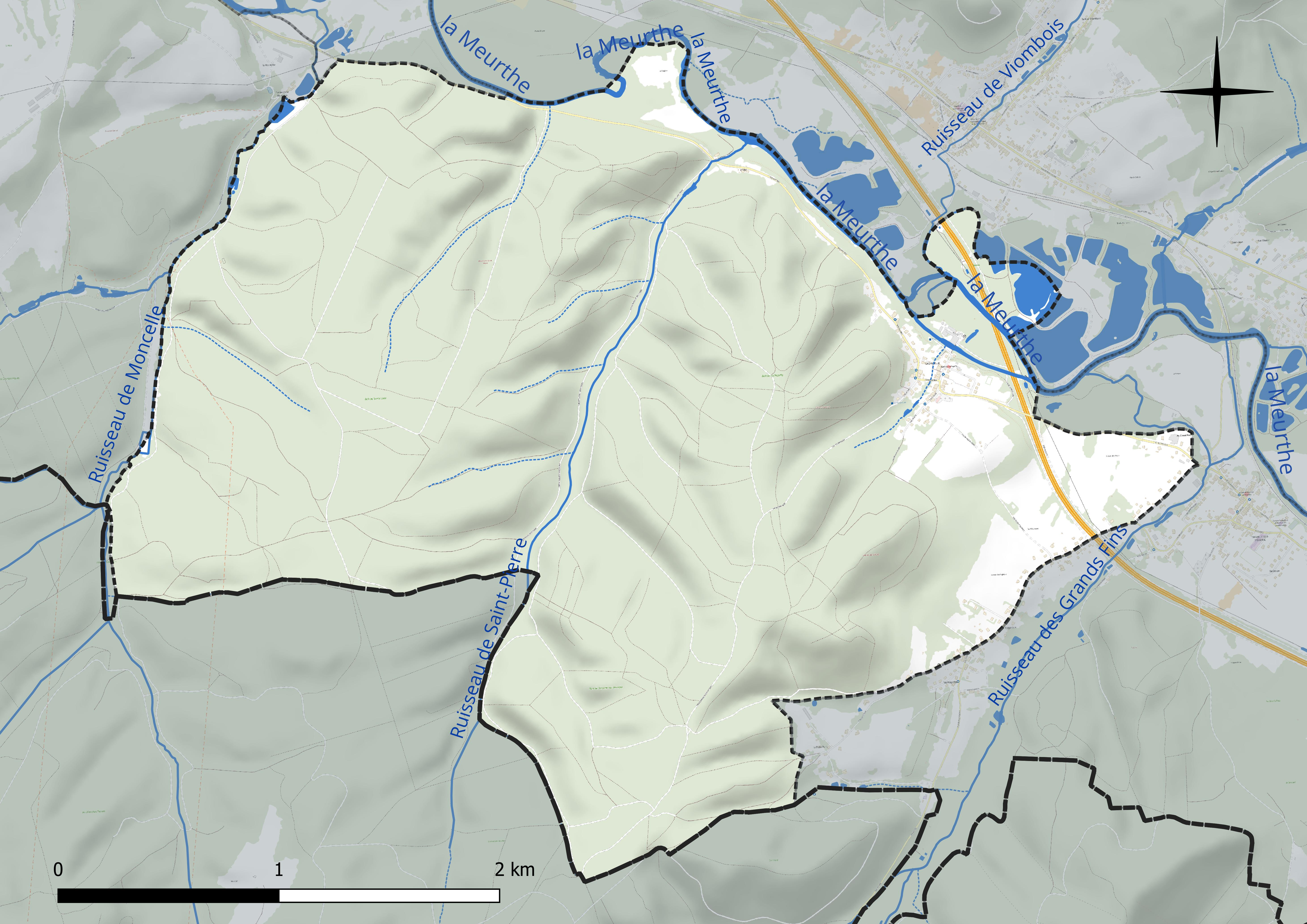
Réseau hydrographique de Lachapelle.

### Climat
Pour des articles plus généraux, voir Climat du Grand Est et Climat de Meurthe-et-Moselle.
En 2010, le climat de la commune est de type climat des marges montargnardes, selon une étude du Centre national de la recherche scientifique s'appuyant sur une série de données couvrant la période 1971-2000. En 2020, Météo-France publie une typologie des climats de la France métropolitaine dans laquelle la commune est exposée à un climat semi-continental et est dans la région climatique  Vosges, caractérisée par une pluviométrie très élevée (1 500 à 2 000 mm/an) en toutes saisons et un hiver rude (moins de 1 °C).
Pour la période 1971-2000, la température annuelle moyenne est de 9,7 °C, avec une amplitude thermique annuelle de 17 °C. Le cumul annuel moyen de précipitations est de 1 049 mm, avec 12,3 jours de précipitations en janvier et 10,4 jours en juillet. Pour la période 1991-2020, la température moyenne annuelle observée sur la station météorologique de Météo-France la plus proche, « St Maurice », sur la commune de Saint-Maurice-aux-Forges à 11 km à vol d'oiseau, est de 10,5 °C et le cumul annuel moyen de précipitations est de 837,4 mm. 
La température maximale relevée sur cette station est de 39,2 °C, atteinte le 25 juillet 2019 ; la température minimale est de −19,9 °C, atteinte le 1er mars 2005,,.
Les paramètres climatiques de la commune ont été estimés pour le milieu du siècle (2041-2070) selon différents scénarios d'émission de gaz à effet de serre à partir des nouvelles projections climatiques de référence DRIAS-2020. Ils sont consultables sur un site dédié publié par Météo-France en novembre 2022.

## Urbanisme

### Typologie
Au 1er janvier 2024, Lachapelle est catégorisée commune rurale à habitat dispersé, selon la nouvelle grille communale de densité à sept niveaux définie par l'Insee en 2022.
Elle est située hors unité urbaine. Par ailleurs la commune fait partie de l'aire d'attraction de Baccarat, dont elle est une commune de la couronne,. Cette aire, qui regroupe 13 communes, est catégorisée dans les aires de moins de 50 000 habitants,.

### Occupation des sols
L'occupation des sols de la commune, telle qu'elle ressort de la base de données européenne d’occupation biophysique des sols Corine Land Cover (CLC), est marquée par l'importance des forêts et milieux semi-naturels (90,4 % en 2018), une proportion identique à celle de 1990 (90,4 %). La répartition détaillée en 2018 est la suivante : forêts (90,3 %), zones agricoles hétérogènes (3,9 %), prairies (3,7 %), zones urbanisées (1,4 %), eaux continentales (0,6 %), milieux à végétation arbustive et/ou herbacée (0,2 %). L'évolution de l’occupation des sols de la commune et de ses infrastructures peut être observée sur les différentes représentations cartographiques du territoire : la carte de Cassini (XVIIIe siècle), la carte d'état-major (1820-1866) et les cartes ou photos aériennes de l'IGN pour la période actuelle (1950 à aujourd'hui).

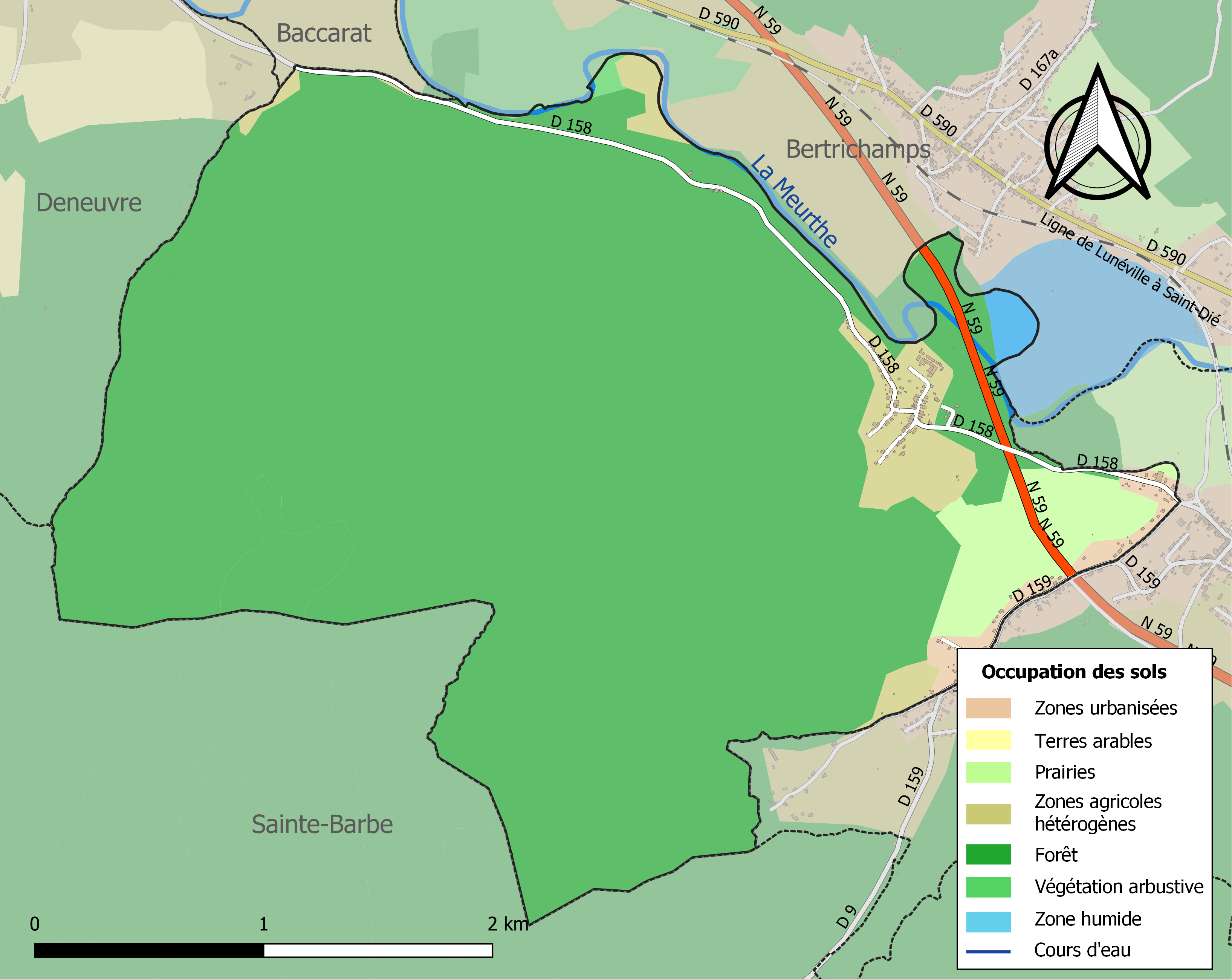
Carte des infrastructures et de l'occupation des sols de la commune en 2018 (CLC).

## Toponymie
Le nom de la localité est attesté sous la forme Villa de Capella en 1288.

Lachapelle trouve son origine dans sa première partie dans le latin Capella qui désigne une chapelle. Nom porté dans des régions assez diverses. Lachapelle, toponyme très répandu en France. Variantes : Lachapèle, La Chappelle.

## Politique et administration
| Période                                  | Période      | Identité                  | Étiquette | Qualité                     |
| ---------------------------------------- | ------------ | ------------------------- | --------- | --------------------------- |
| Les données manquantes sont à compléter. |              |                           |           |                             |
|                                          |              | André Guery (1921-2011)   |           | Exploitant forestier        |
| 1980                                     | juin 1995    | Charles Mercy (1920-2011) |           | Retraité SNCF               |
| juin 1995                                | janvier 2018 | Bernard Rateau            |           | Démissionnaire              |
| janvier 2018                             | mai 2020     | Véronique Paquot          |           | Agent technique, technicien |
| mai 2020                                 | En cours     | Bernard Rateau,           |           | Ancien cadre                |

## Démographie
L'évolution du nombre d'habitants est connue à travers les recensements de la population effectués dans la commune depuis 1793. Pour les communes de moins de 10 000 habitants, une enquête de recensement portant sur toute la population est réalisée tous les cinq ans, les populations de référence des années intermédiaires étant quant à elles estimées par interpolation ou extrapolation. Pour la commune, le premier recensement exhaustif entrant dans le cadre du nouveau dispositif a été réalisé en 2004.

En 2022, la commune comptait 260 habitants, en évolution de −3,35 % par rapport à 2016 (Meurthe-et-Moselle : −0,13 %, France hors Mayotte : +2,11 %).
| 1793 | 1800 | 1806 | 1821 | 1831 | 1836 | 1841 | 1846 | 1851 |
| ---- | ---- | ---- | ---- | ---- | ---- | ---- | ---- | ---- |
| 198  | 216  | 255  | 272  | 281  | 342  | 331  | 335  | 314  |

| 1856 | 1861 | 1872 | 1876 | 1881 | 1886 | 1891 | 1896 | 1901 |
| ---- | ---- | ---- | ---- | ---- | ---- | ---- | ---- | ---- |
| 265  | 281  | 261  | 247  | 224  | 232  | 256  | 269  | 270  |

| 1906 | 1911 | 1921 | 1926 | 1931 | 1936 | 1946 | 1954 | 1962 |
| ---- | ---- | ---- | ---- | ---- | ---- | ---- | ---- | ---- |
| 235  | 234  | 193  | 185  | 170  | 168  | 157  | 148  | 123  |

| 1968 | 1975 | 1982 | 1990 | 1999 | 2004 | 2006 | 2009 | 2014 |
| ---- | ---- | ---- | ---- | ---- | ---- | ---- | ---- | ---- |
| 133  | 148  | 143  | 204  | 237  | 234  | 234  | 251  | 271  |

| 2019 | 2022 | - | - | - | - | - | - | - |
| ---- | ---- | - | - | - | - | - | - | - |
| 260  | 260  | - | - | - | - | - | - | - |

## Culture locale et patrimoine

### Lieux et monuments
- Église XVIIIe.
- Calvaire.
- Monument aux morts.
- Plusieurs fontaines.

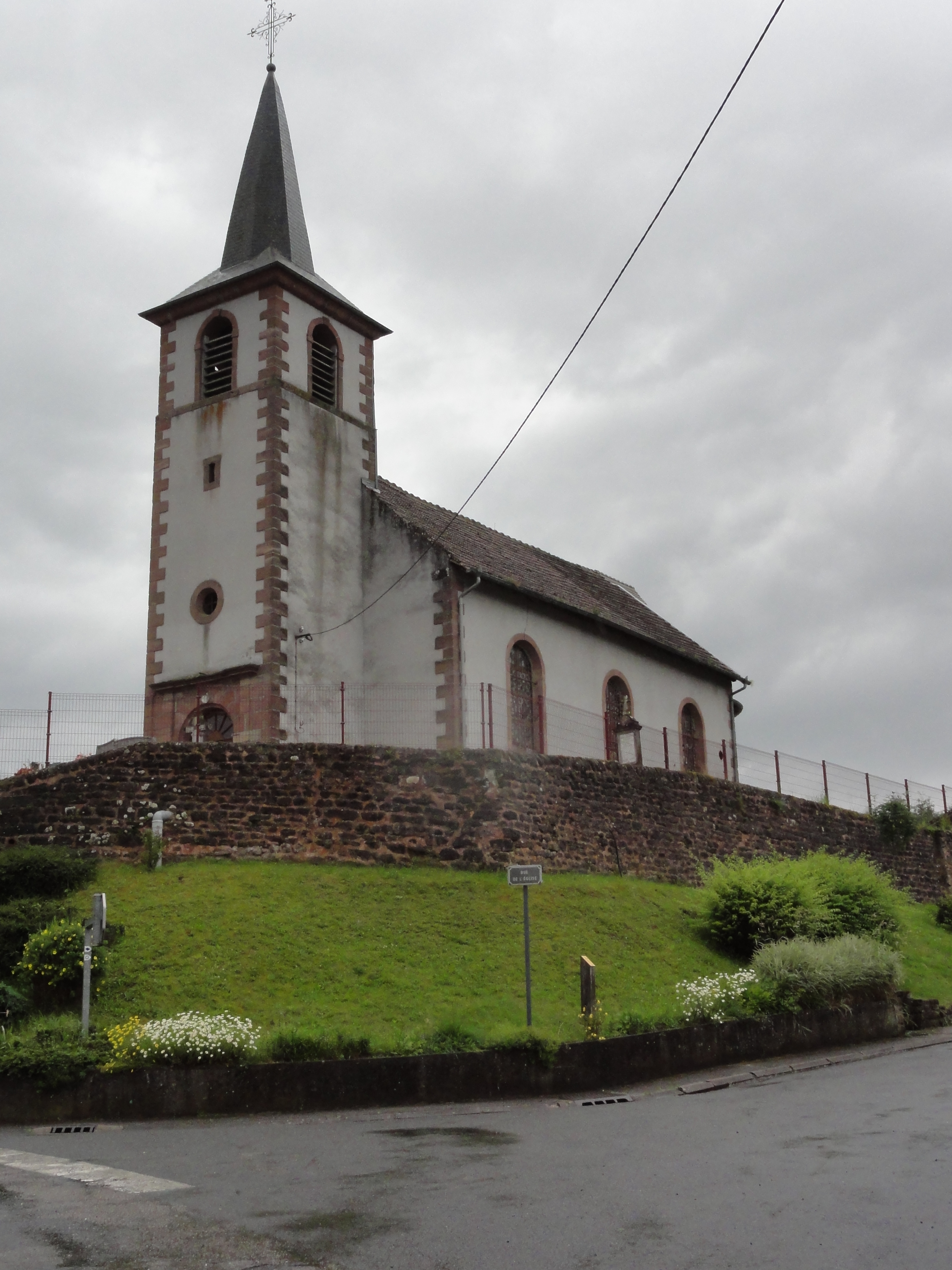
Église.
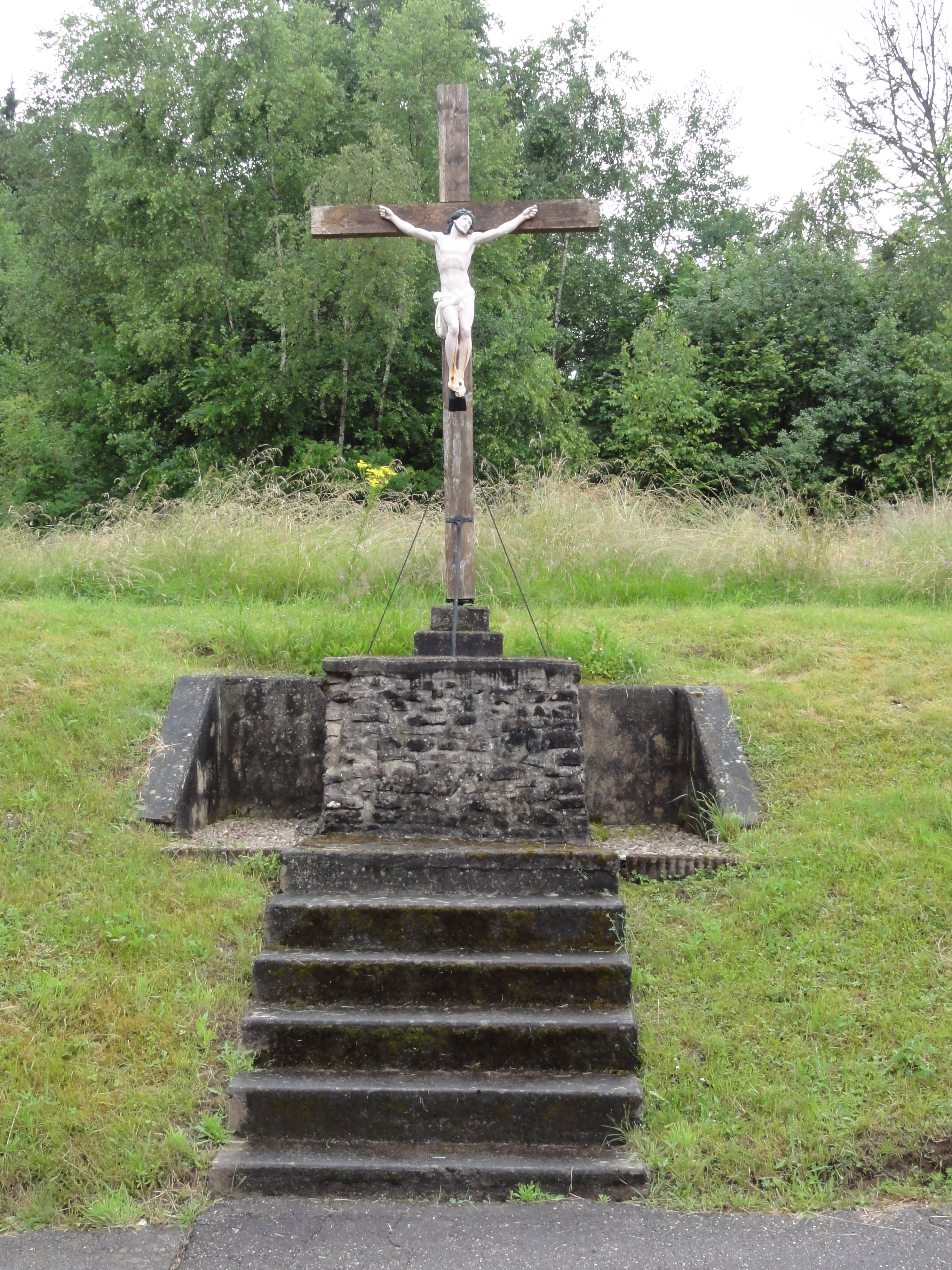
Croix de chemin.
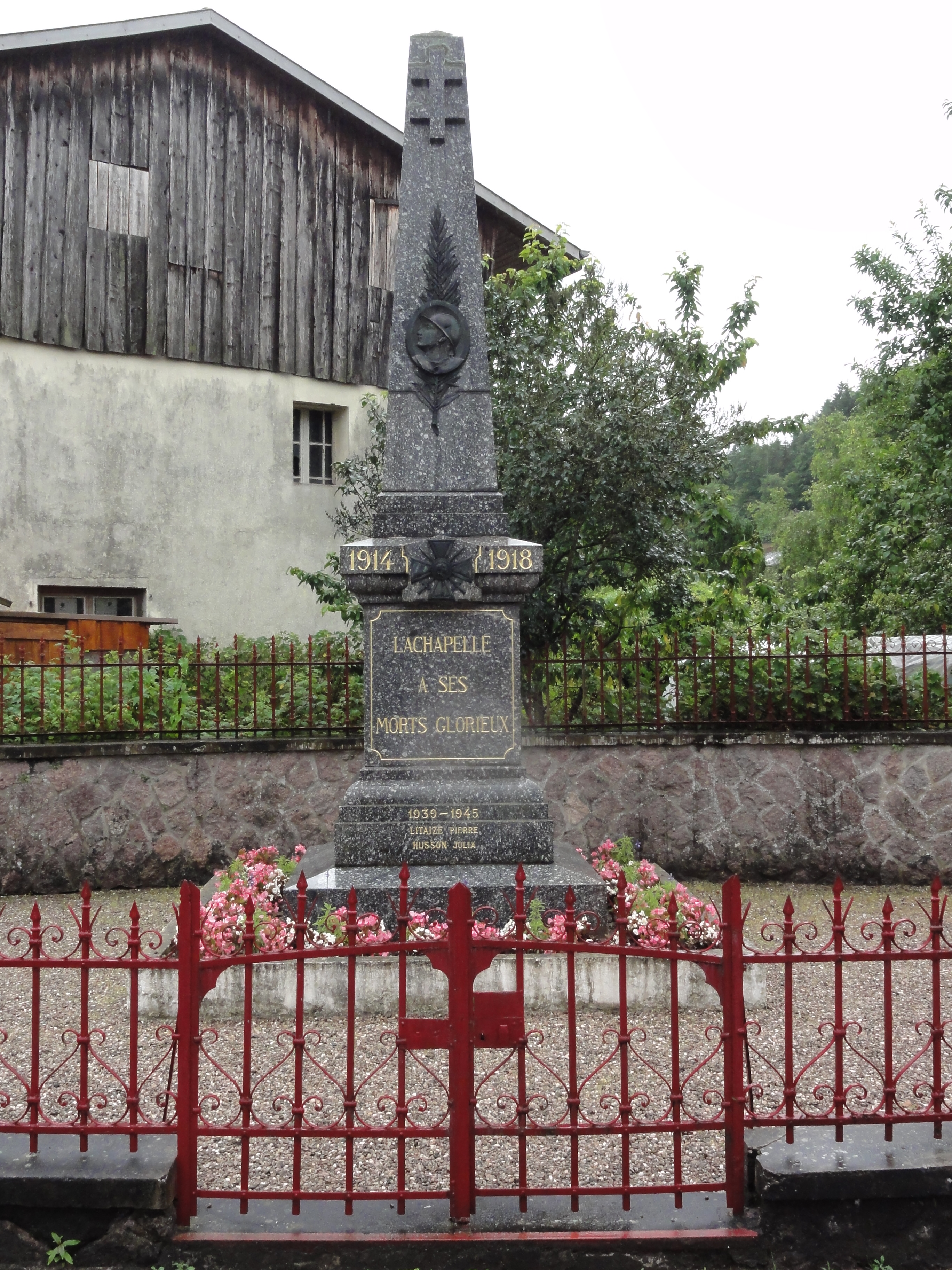
Monument aux morts.
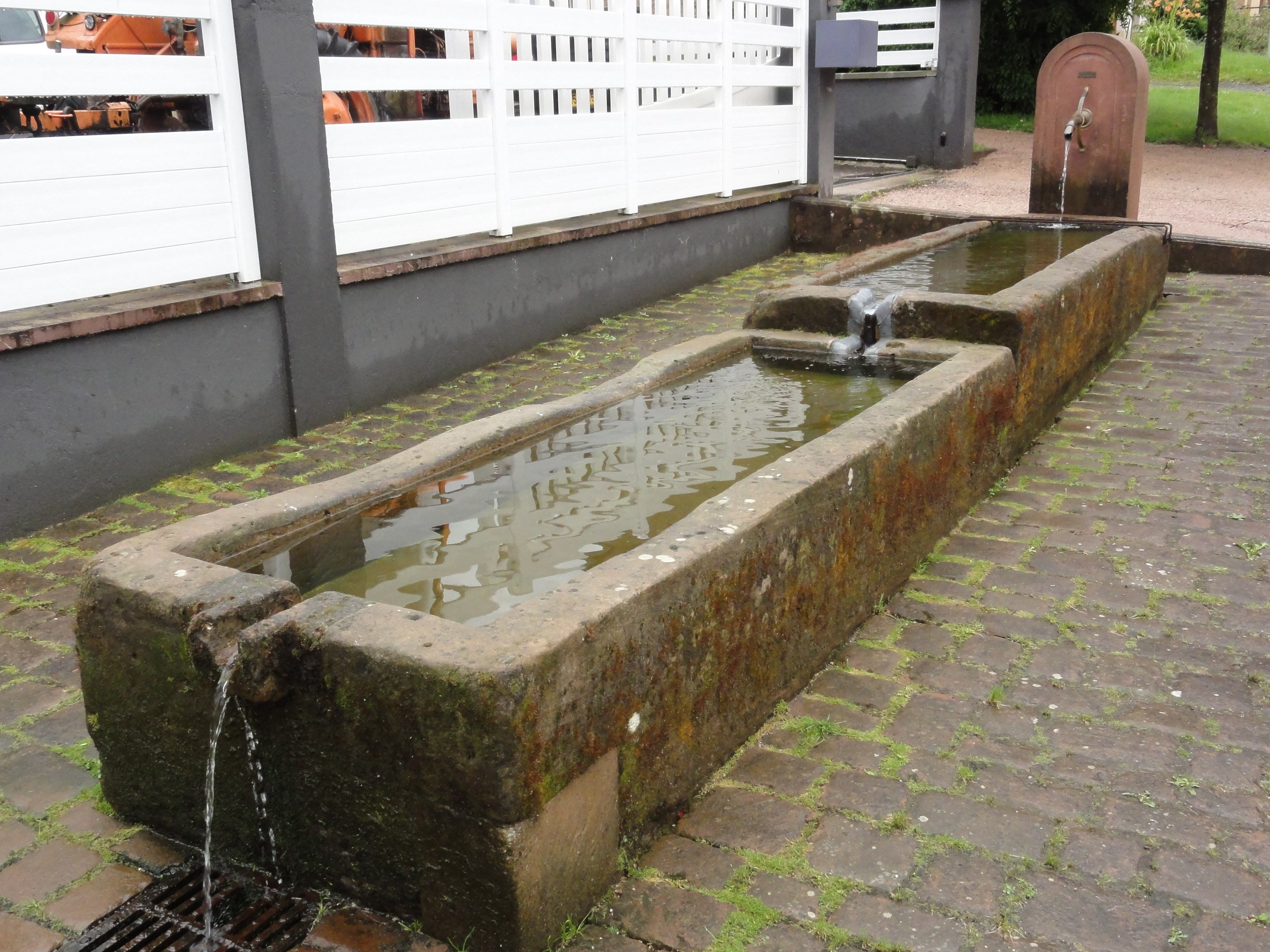
Fontaine.
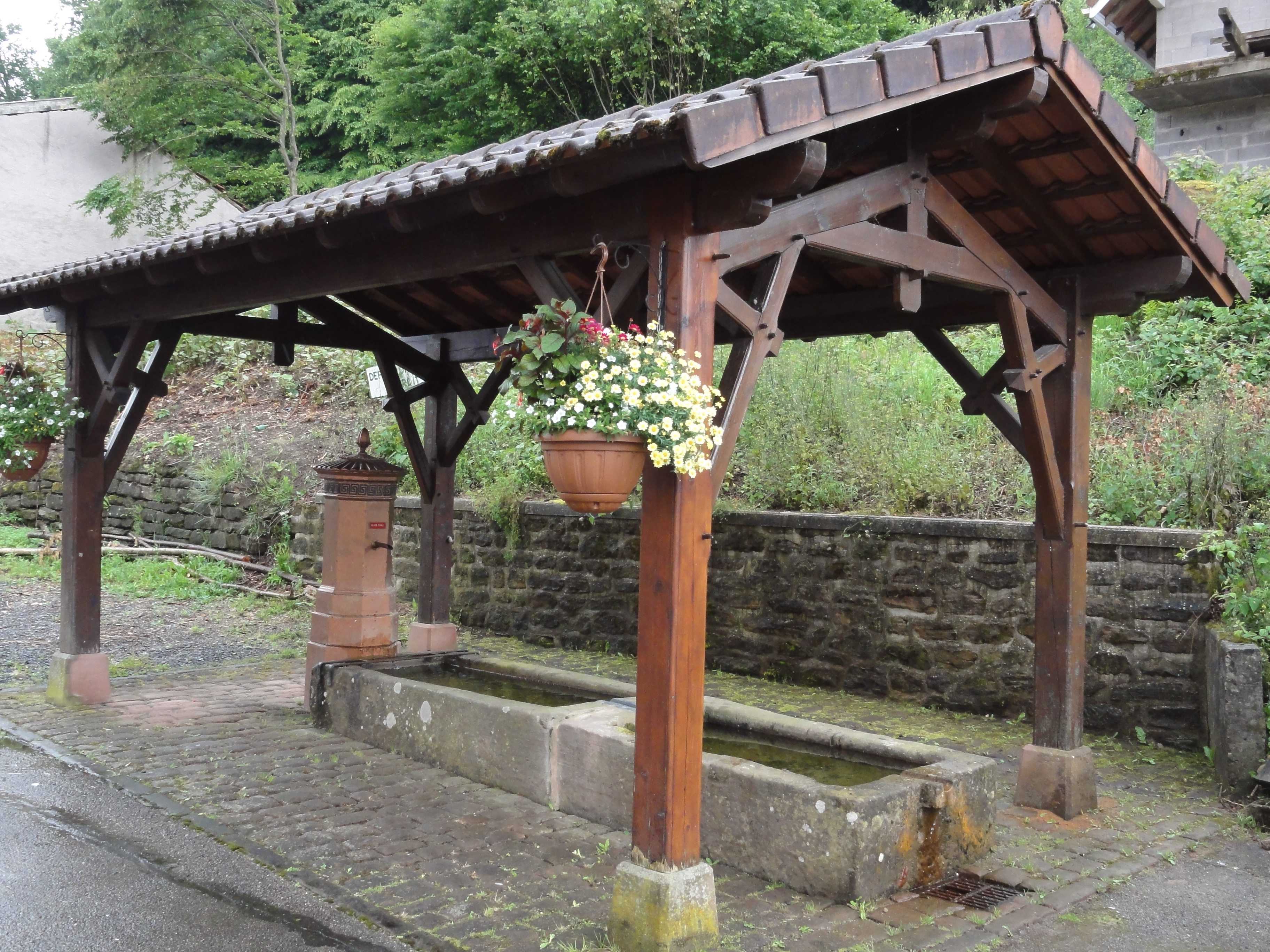
Fontaine couverte.

### Héraldique
| Blason de Lachapelle | Blason  | De gueules à la chapelle en façade d'argent sur une terrasse du même, surmontée de deux cailloux d’or.                                                                    |
| Blason de Lachapelle | Détails | La chapelle évoque le nom de la localité qui faisait partie de l’évêché de Metz d’où la présence des deux cailloux d’or. Le statut officiel du blason reste à déterminer. |